# Gail Ann Dorsey

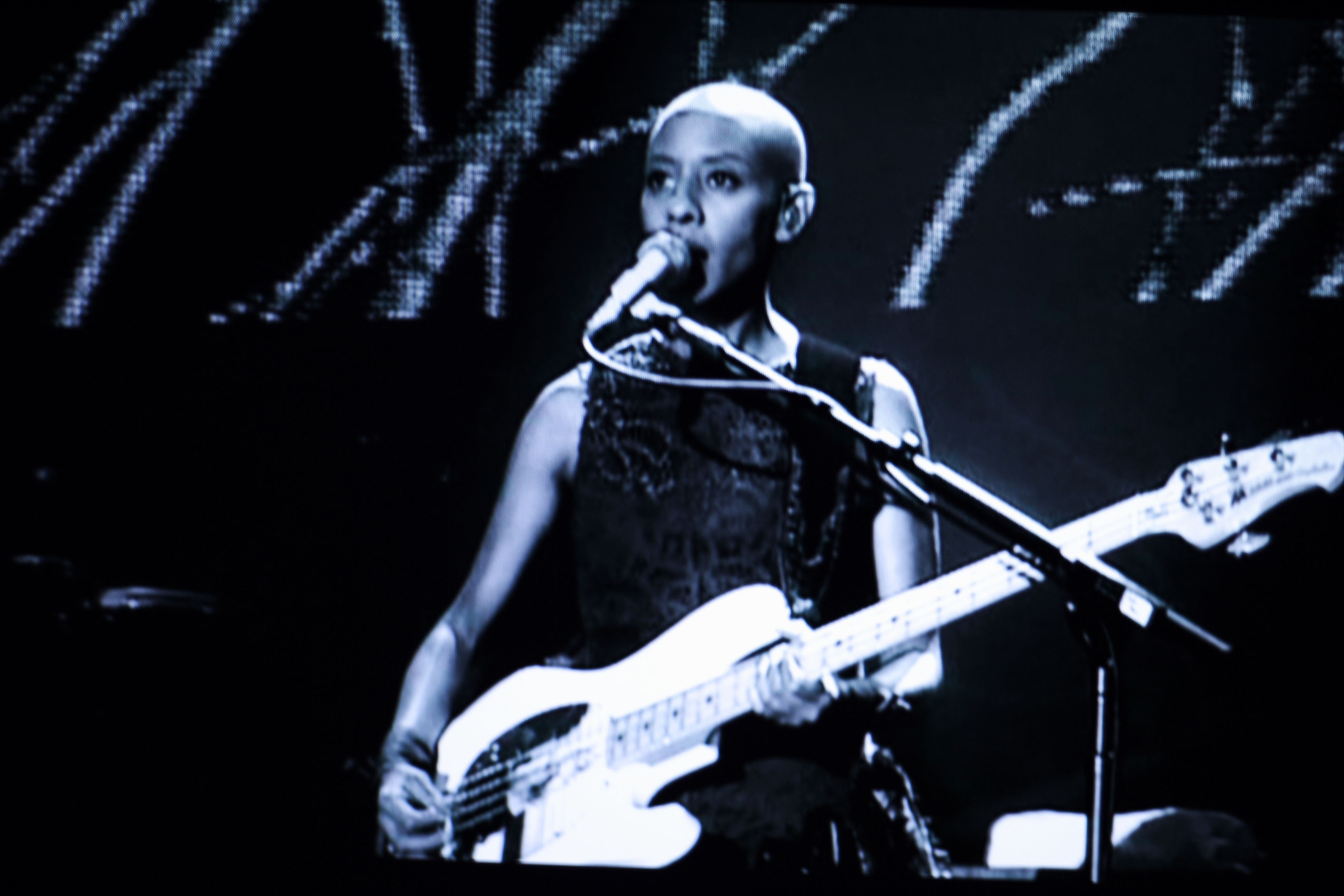
Gail Ann Dorsey mit E-Bass, 2008

Gail Ann Dorsey (* 20. November 1962 in Philadelphia, Pennsylvania) ist eine US-amerikanische Musikerin. Die Sängerin spielt neben E-Bass auch Gitarre, Klarinette, Schlagzeug und Keyboard und veröffentlichte drei eigene Musikalben. Als Studiomusikerin spielte sie mit zahlreichen bekannten Musikern und Bands. Sie wurde vor allem als Sängerin und Bassistin der Band von David Bowie bekannt, der sie 18 Jahre angehörte. Zudem gehört sie seit 2011 zur Stammbesetzung der Band von Lenny Kravitz. Dorseys musikalischer Stil in ihrem Spiel und ihren Kompositionen ist breit gefächert und umfasst Einflüsse aus Rock, Funk, Country und Pop.

## Leben und Werk

### Frühe Jahre
Dorsey wuchs bei ihrer Mutter als das jüngste von fünf Kindern in West-Philadelphia auf. Der Vater starb, als Gail Ann sechs Jahre alt war, worauf die Familie von Sozialhilfe lebte. Als Autodidaktin erlernte sie im Alter von neun Jahren das Gitarrenspiel auf einem Instrument der Marke Kay Parlor, das ihr ihre Patentante zum Geburtstag geschenkt hatte. Bereits mit fünf Jahren hatte sie sich eine Gitarre gewünscht. Als Zwölfjähriger kaufte ihr der älteste Bruder ihre erste E-Gitarre, worauf sie mit zwei Jungen, die auf der anderen Straßenseite wohnten – ein Schlagzeuger (14) und ein Bassist (12) –, eine Band gründete, die im Keller des Hauses der Mutter probte. Dort probierte sie zum ersten Mal eine Bassgitarre aus. Ihre erste Bassgitarre erwarb sie kurz nach ihrem 14. Geburtstag. Als ihre frühen musikalischen Einflüsse nannte Dorsey die Musiker Mark Farner von Grand Funk Railroad, Terry Kath von Chicago, Jimi Hendrix sowie Nancy Wilson von Heart. Andere Einflüsse kamen von Tony Maiden aus der Band Rufus, Chaka Khan, Sly & the Family Stone und Earth, Wind & Fire. Im Alter von fünfzehn Jahren hatte sie bereits erste eigene Lieder geschrieben und trat als Bassgitarristin einer von Jay Medley geleiteten Top-40-Coverband aus der Nachbarschaft bei, mit der sie während ihrer Highschool-Jahre auftrat.
Für einige ihrer eigenen musikalischen Kompositionen schrieb Dorsey Drehbücher in Spielfilmlänge. Ab September 1980 besuchte sie das California Institute of the Arts in Valencia (Kalifornien), wo sie Film- und Video-Studiengänge belegte. Für ihre Drehbücher und Super-8-Kurzfilme hatte sie ein Vollstipendium erhalten. Dorsey war die einzige Frau in ihrer Studienanfängerklasse und die jüngste Frau, die bis dahin in die Live-Action-Abteilung aufgenommen worden war. Nach drei Semestern gab sie das Studium jedoch auf, weil sie sich mit den Vorgaben und Anforderungen der Filmindustrie nicht arrangieren konnte, und wandte sich wieder der Musik zu. Anfang 1982 ging sie nach New York und versuchte dort einen Plattenvertrag zu bekommen. Hier arbeitete sie in zwei Schallplattengeschäften.

### In London
Im Sommer 1983 bot sich Dorsey die Gelegenheit, zu der Familie eines Freundes aus dem College nach London zu ziehen, wo sie für ihren Lebensunterhalt zunächst in Pubs spielte. Hier arbeitete sie unter anderem als Sängerin in der Originalbesetzung der Charlie Watts Big Band bei deren Premiere 1985 in Ronnie Scott’s Jazz Club. 1986 hatte sie sich bereits als feste Größe in der Londoner Musikszene etabliert. Am Theatre of Black Women zeichnete sie in diesem Jahr für die Musik in dem Stück Chiaroscuro von Jackie Kay verantwortlich, das am 19. März auf der Bühne der Soho Theatre Company an der Soho Poly uraufgeführt wurde.
Des Weiteren begleitete sie Künstler und Bands wie Boy George, Ann Pigalle, The Thrashing Doves, The Kane Gang, Donny Osmond, Julia Fordham und Concrete Blonde mit Gesang und Bassgitarre. In der von Jools Holland und Paula Yates moderierten britischen Musiksendung The Tube hatte sie 1987 einen Auftritt mit ihrer Interpretation von Bobby Womacks Stop On By, zu der sie sich selbst auf der Bassgitarre begleitete. Mit diesem vielbeachteten TV-Debüt machte sie auch Schallplattenfirmen auf sich aufmerksam.
Im Dezember 1987 unterschrieb Dorsey bei WEA Records in London einen Plattenvertrag und veröffentlichte 1988 ihr erstes Soloalbum mit dem Titel The Corporate World. Das Album, das von Nathan East produziert wurde, hatte Dorsey mit Musikern wie Eric Clapton, Anne Dudley, Andy Gill und Steve Ferrone aufgenommen. The Corporate World platzierte sich in der Rangliste der 50 besten Alben des Jahres in dem Londoner Magazin Q, wo es zudem eine 5-Sterne-Bewertung erhielt. Mit der ausgekoppelten Single Where Is Your Love erreichte sie in den Niederlanden eine Top-10-Platzierung. Für diesen Titel und für das Stück Wasted Country entstand je ein Musikvideo.
Dorsey und ihre fünfköpfige Band spielten in ausverkauften Clubs und Theatern im Vereinigten Königreich und auf dem europäischen Festland, darunter im  Amsterdamer Paradiso, im Ancienne Belgique in Brüssel und in der Großen Freiheit 36 in Hamburg. Sie eröffnete das Konzert von Aztec Camera in der Royal Albert Hall und spielte vor einem voll besetzten Haus im Institute of Contemporary Arts in London. 1991 wechselte sie zu Island Records und präsentierte 1992 mit Rude Blue ein zweites Album, in dem sie von den Musikern Mark Pender, Richie „La Bamba“ Rosenberg, Carla Azar, Carol Steele, Maceo Parker, Fred Wesley und Pee Wee Ellis unterstützt wurde.
Nach ihrem zweiten Album arbeitete Dorsey mit zahlreichen Künstlern und Bands als Studio- und Tourneemusikerin zusammen, darunter The The, God’s Home Movie, Affinity, Mall, Tears for Fears, Gang of Four, Jane Siberry, The National, Ayọ, Daphne Guinness, Olivia Newton-John, Bryan Ferry, Gwen Stefani, Seal, Dar Williams, Joan Osborne, Joan Baez, Nona Hendryx, Suzanne Vega, Ani DiFranco, Natalie Merchant, The B-52s, Indigo Girls, Sophie B. Hawkins, Faudel, Louise Goffin, Rachid Taha, Cheb Khaled, Zucchero, Catie Curtis, Toshi Reagon, Michael Hutchence und das Grand Union Orchestra.
Nach fast 12 Jahren in London zog Dorsey 1994 in die Künstlergemeinde Woodstock im Bundesstaat New York. Ihr drittes Soloalbum mit dem Titel I Used to Be… erschien 2003, diesmal bei Sad Bunny Records.

### In der Band von David Bowie
Dorsey wurde vor allem als Bassistin und Sängerin der Band von David Bowie bekannt, eine Rolle, die sie für 18 Jahre ausfüllte.
Bowie war bereits 1985 bei einem Gig der Charlie Watts Big Band und 1987 bei Dorseys erstem TV-Auftritt in The Tube auf sie aufmerksam geworden. 1989 stieß er beim Zapping durch die TV-Kanäle Englands auf ein Interview mit Dorsey, in dem sie für ihr Debütalbum The Corporate World warb, und nahm sich vor, bei einem passenden Projekt mit ihr zusammen zu arbeiten. Als Bowie sechs Jahre später (1995) für die Outside-Tournee mit Nine Inch Nails eine Band zusammenstellte, engagierte er Dorsey als seine Bassistin.
Seither gehörte Dorsey auf sechs Tourneen bis hin zu Bowies letztem Live-Auftritt im Jahr 2006 zur Stammbesetzung seiner Live-Band, darunter die mit 112 Konzerten weltumspannende Reality Tour 2003–2004 wie auch Bowies Konzert anlässlich seines 50. Geburtstag im Madison Square Garden (1997). Aus dieser Zeit existieren zahlreiche Live-Aufnahmen.

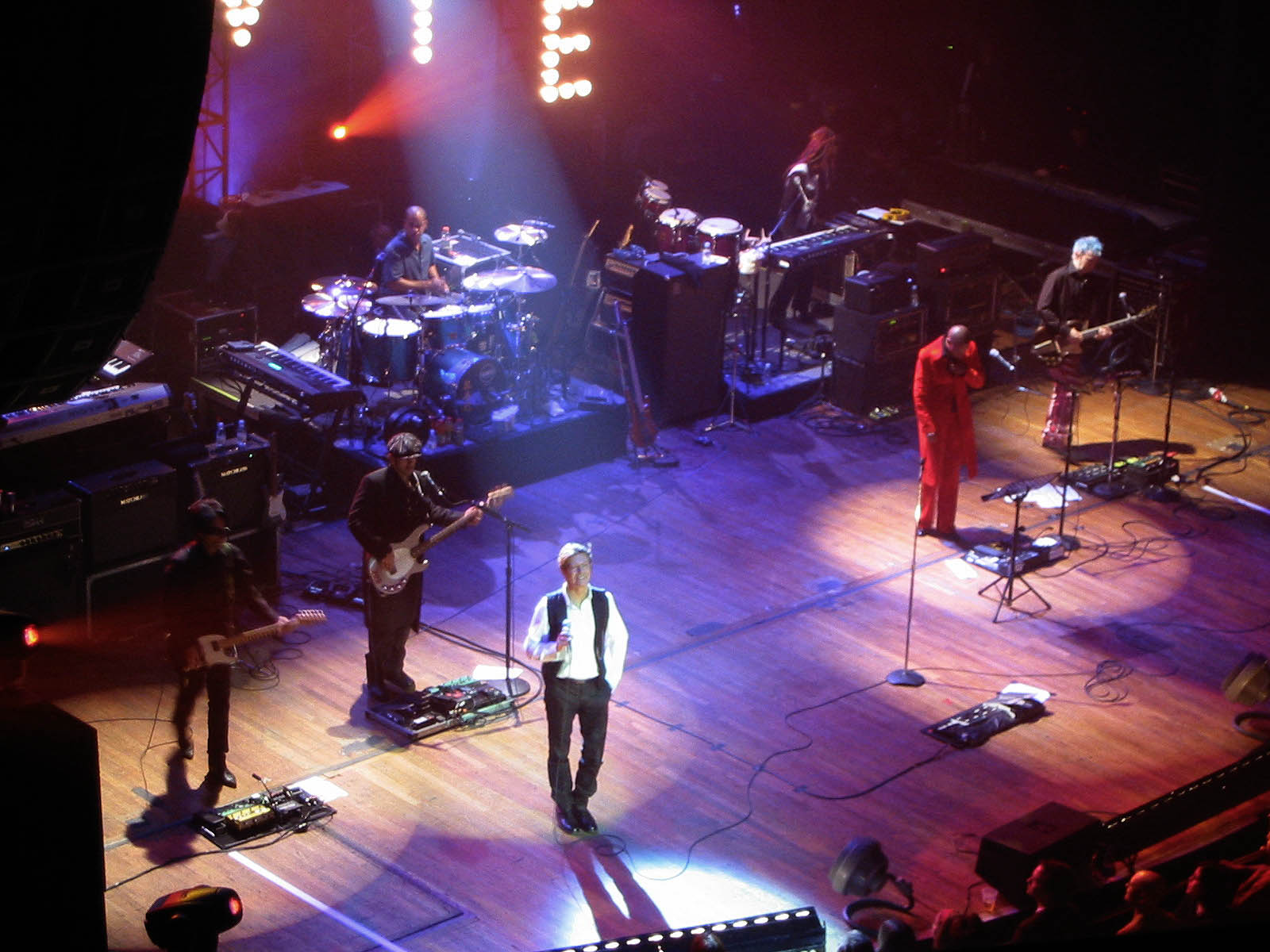
David Bowies Heathen Tour, New York 2002, G. A. Dorsey → Zweite von rechts

Zusammen mit Bowie nahm sie das Duett Planet of Dreams auf, das 1997 auf dem Benefiz-Album Long Live Tibet erschien. Dorsey trat 2001 mit Bowie in dem Konzert für New York City im Madison Square Garden auf, das sie mit seinem Klassiker Heroes eröffneten. Seit der Outside-Tour sangen Bowie und Dorsey das Duett Under Pressure bei Live-Auftritten, nach der Vorlage der Version von Bowies Duett mit Annie Lennox auf dem Freddie Mercury Tribute Concert 1992 in London. Weitere Duette sangen die beiden Musiker mit den Titeln Absolute Beginners, Oh Superman und Aladdin Sane (1913–1938–197?). Dorsey spielte die Bassgitarre auf fünf von Bowies Alben und den dazugehörenden Touren, darunter Earthling (1997), Heathen (2002), Reality (2003) und The Next Day (2013). Zusammen mit Bowie und dem Gitarristen Reeves Gabrels trat Dorsey in dem 1999 veröffentlichten Computerspiel The Nomad Soul als Musiker einer Band auf, die in den Bars der fiktiven Omikron City spielte. Bowie hatte auch die Musik für das Spiel komponiert, die Teil des Albums Hours bildete. Daneben spielte Dorsey auf der im gleichen Jahr stattfindenden Hours tour. In den Titeln London Boys and I Dig Everything spielte sie die Klarinette.
Nach Bowies Tod 2016 spielte Dorsey zusammen mit anderen Mitgliedern der Bowie Band – Sterling Campbell (Schlagzeug), Mike Garson (Piano), Gerry Leonard (Gitarre), Catherine Russell (Keyboards und Gitarre), Earl Slick (Gitarre) – sowie der Sängerin Lorde bei den BRIT Awards 2016 eine Hommage an Bowie. The Sound and Vision of David Bowie – A Celebration ist eine Band von ehemaligen Bowie-Mitarbeitern (darunter auch Dorsey), die seit seinem Tod jedes Jahr zusammenkommen, um Musik von David Bowie im New Yorker Musikclub The Cutting Room aufzuführen, zuletzt im Januar 2022.

### In der Band von Lenny Kravitz
Seit 2011 gehört die Bassgitarristin zur Stammbesetzung von Lenny Kravitz’ Live-Band. Dorsey trat unter anderem auf den Tourneen
Black & White America Tour (2012), Strut Tour (2014) Just Let Go (2014), Raise Vibration Tour (2018) und der North America Tour (2019) auf. Bei der Rock&Roll-Hall-of-Fame-Einführungszeremonie von 2017 spielte sie mit Kravitz den Tribute to Prince, 2019 trat sie mit seiner Band beim Lollapalooza-Festival in Argentinien auf.
Dorsey und Kravitz arbeiten regelmäßig zusammen, darunter auch bei vielen privaten, nicht öffentlich angekündigten Veranstaltungen, Corporate Shows und Special Events wie Hochzeiten oder Festivals. Die Zusammenarbeit mit Kravitz wurde jedoch infolge der COVID-19-Pandemie 2020 unterbrochen.

## Diskographie (Soloalben)
- The Corporate World (1988)
- Rude Blue (1992)
- I Used To Be… (2003)

## Privates
Mitte der 1990er Jahre hatte Dorsey eine vierjährige Beziehung mit der Musikerin Sara Lee, die auch Executive Producer ihres dritten Albums war.
Derzeit (2020) lebt Dorsey mit ihrer Ehefrau in Kingston (City, New York).

## Rezeption
2021 erhielt Dorsey den Lifetime Achievement Award des Magazins Bass Player. In der Laudatio schrieb das Magazin: „Die unglaublich talentierte Gail Ann Dorsey […] ist eine der gefragtesten Bassistinnen der Welt und hat sich diese Auszeichnung mehr als verdient.“
Brett Milano von der Musikplattform udiscovermusic.com verortete Dorsey im März 2021 in seiner Rangliste der 25 besten Bassgitarristinnen auf Platz 8 und schrieb: „Gail Ann Dorsey ist eine der wenigen Bassistinnen, deren beeindruckende Technik mit einer lässigen stilistischen Flexibilität einhergeht – und sie achtet peinlich genau auf die Dosierung dieser beneidenswerten Stärken, so dass der Song immer im Vordergrund steht, so wie es sein sollte.“
Lenny Kravitz bezeichnete Gail Ann Dorsey bei ihrem gemeinsamen letzten Konzert der Raise-Vibration-Tour in der Lanxess Arena in Köln am 25. Juni 2018 als „Göttin am Bass“. Bei einem Konzert in Monterrey im gleichen Jahr stellte Kravitz die Bassgitarristin so vor: „Das Mitglied der Band, das uns am Boden hält, das uns diese überlegene weibliche Energie gibt, […] sie hält uns zusammen, die bezaubernde Miss Gail Ann Dorsey!“
Paul Rigg von Guitar Exchange nannte Dorsey 2017 „eine Frau mit Stil und Substanz“.
1996 äußerte sich David Bowie in einem von Nagui Fam geführten Interview mit ihm und Dorsey in der französischen Musiksendung Taratata über die Qualität seiner Bassistin: „Oh, sie ist echt gut, […] sie ist großartig.“
Die Webplattform Society of Rock kommentierte einen Liveauftritt von David Bowie und seiner Band im Theater De Kuip in Amsterdam am 29. Januar 1996, bei dem er mit Dorsey den Titel Under Pressure sang: „[…] vor diesem Live-Auftritt wussten wir nicht, dass es möglich war, Bowie selbst in den Schatten zu stellen. Bowie war wie immer hervorragend, aber seine Bassistin Gail Ann Dorsey war bemerkenswert. Im Grunde stahl sie ihm das Rampenlicht, wobei sie gleich zwei Aufgaben [Bass und Gesang] erfüllte und beide Jobs spektakulär erledigte! Sie hat fast zwei Jahrzehnte lang an der Seite von Bowie gespielt und es fällt nicht schwer zu verstehen, warum er gerne mit ihr gearbeitet hat!“